# كارلوس إدواردو غالاردو
كارلوس إدواردو غالاردو نأخيرا (بالإسبانية: Carlos Eduardo Gallardo)‏ (مواليد 8 أبريل 1984 في غواتيمالا) لاعب كرة قدم غواتيمالي دولي يجيد اللعب في خط الدفاع. يلعب حاليا لصالح نادي كومونيكيشنز الغواتيمالي منذ 2008.

## وصلات خارجية
- كارلوس إدواردو غالاردو على موقع الاتحاد الدولي (مؤرشف)  (الإنجليزية)
- كارلوس إدواردو غالاردو على موقع قاعدة بيانات كرة القدم.إي يو (الإنجليزية)
- كارلوس إدواردو غالاردو على موقع ناشيونال فوتبول تيمز (الإنجليزية)